# Kavar
Kavar je priimek v Sloveniji, ki ga je po podatkih Statističnega urada Republike Slovenije na dan 1. januarja 2010 uporabljalo 51 oseb.  
Priimek izhaja z okolice Tržiča, točneje s Kava.  

## Znani nosilci priimka
- Andreja Kavar Vidmar (*1938), pravnica, strokovnjakinja za socialno pravo in politiko, profesorica na Fakulteti za upravo
- Janez Kavar (1933 - 2017), smučar (skakalec, smukač; Tržič)
- Janez Kavar (*1950), gorski reševalec, vojaški gornik, smučar, brigadir SV, ataše ..
- Marija Markež - Mica (r. Kavar), alpinistka, gorska reševalka